# Amadeussjön

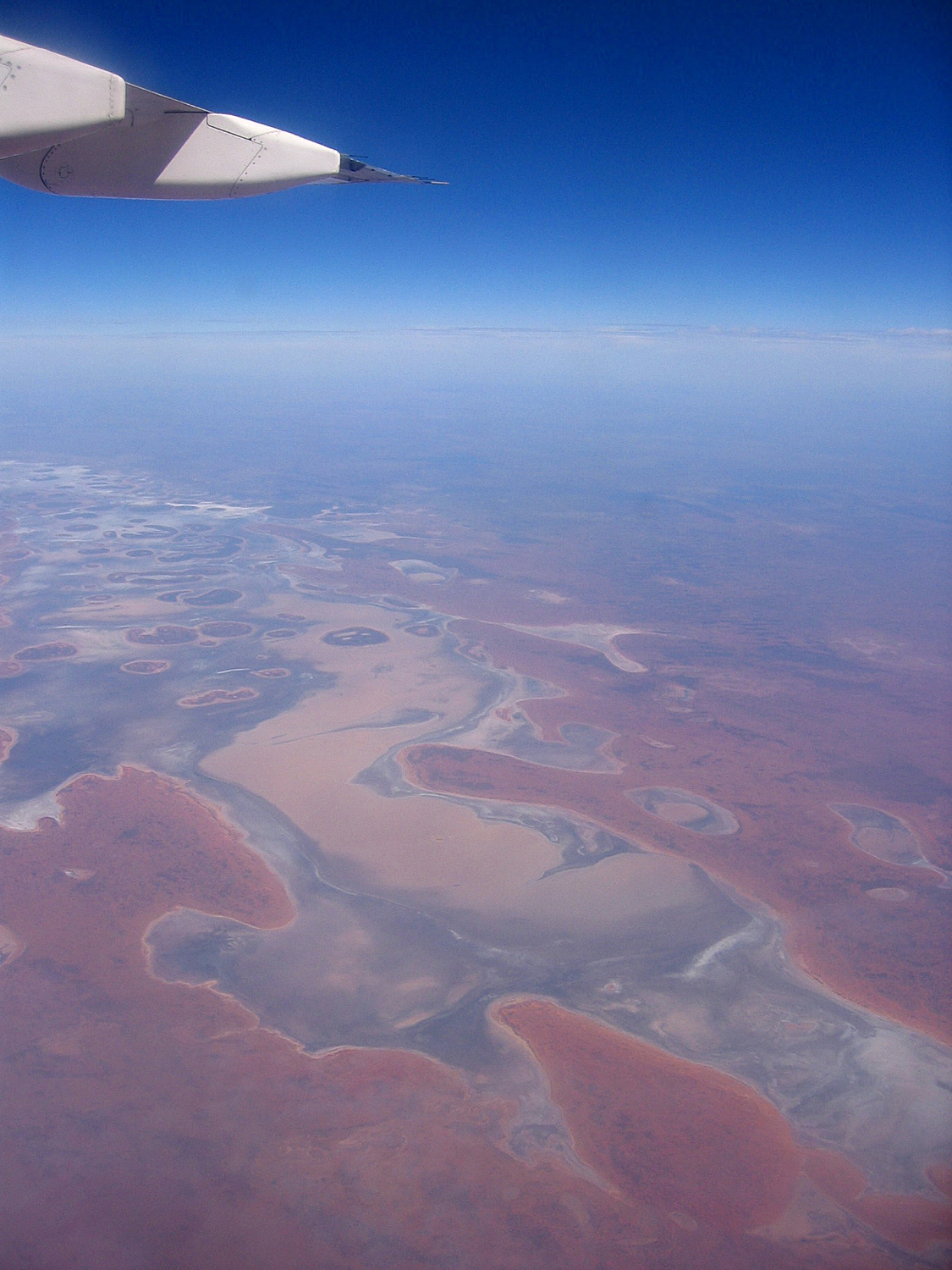
Flygfoto över Lake Amadeus från 2005.

Amadeussjön (engelska: Lake Amadeus) är en saltsjö i inre Australien i delstaten Northern Territory.
Sjön ligger 204 meter över havet. Sjön är vid högt vattenstånd 160 kilometer lång och 30 kilometer bred. I torra tider finns inget vatten och ytan är täckt med ett vitt lager av salt och gips. Omedelbart under detta täcke ligger en röd, längre ned grå lerhaltig sand. Flera öar finns i sjön. Kanaler med blått, saltaktigt, hett slam framväller ur sjöbottnen.
Den upptäcktes 1872 av Ernest Giles samt undersöktes närmare av William Gosse 1873-1874. 